# ماتي بيليتش
ماتي بيليتش (بالكرواتية: Mate Bilić) (مواليد 23 أكتوبر 1980 في سبليت - يوغوسلافيا) لاعب كرة قدم كرواتي يلعب حاليا لصالح نادي الدرجة الأولى ريال سبورتنغ خيخون الإسباني منذ 2008 في مركز المهاجم .

## روابط خارجية
- ماتي بيليتش على موقع الاتحاد الدولي (مؤرشف)  (الإنجليزية)
- ماتي بيليتش على موقع الاتحاد الأوربي (الإنجليزية)
- ماتي بيليتش على موقع إي إس بي إن إف سي (الإنجليزية)
- ماتي بيليتش على موقع قاعدة بيانات كرة القدم.إي يو (الإنجليزية)
- ماتي بيليتش على موقع بيانات كرة القدم. دي إي (الألمانية)
- ماتي بيليتش على موقع ناشيونال فوتبول تيمز (الإنجليزية)
- ماتي بيليتش على موقع Soccerway.com (الإنجليزية)
- ماتي بيليتش على موقع عالم كرة القدم.نت (الإنجليزية)
- ماتي بيليتش على موقع AS.com (الإسبانية)